# 百鬼夜行

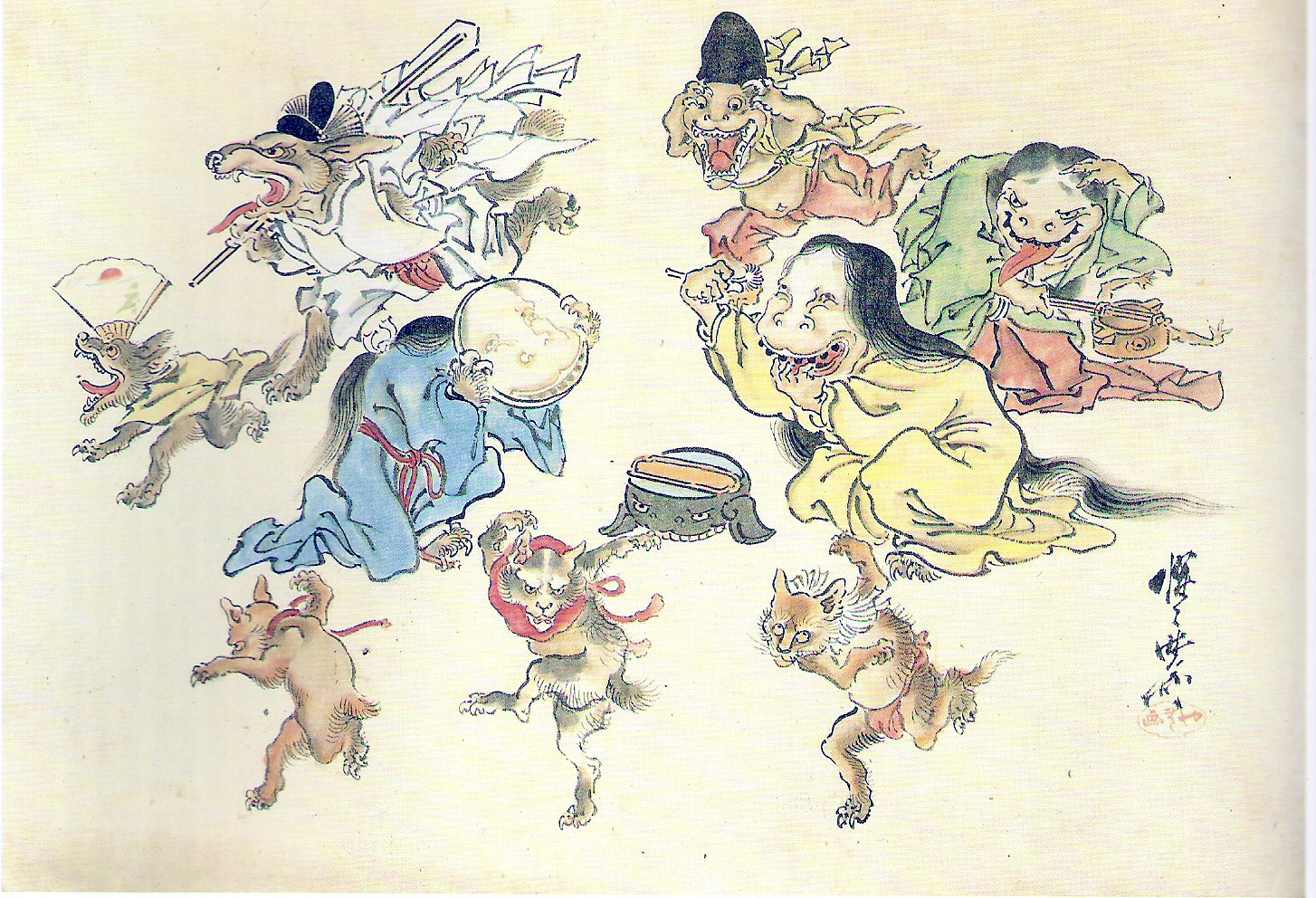
河鍋暁斎による肉筆画。百鬼夜行絵巻に登場している妖怪たちを題材としている。

百鬼夜行（ひゃっきやぎょう、ひゃっきやこう）とは、日本の説話などに登場する深夜に徘徊をする鬼や妖怪の群れ、および、彼らの行進である。

## 概要
鬼や妖怪などが群れ歩いているとされており、「百鬼夜行に遭った」という表現などがとられることもある。経文を唱えることにより難を逃れた話や、読経しているうちに朝日が昇ったところで鬼たちが逃げたり、いなくなったりする話が一般的で、仏の功徳を説く説話でもある。平安時代から室町時代にかけ、おもに説話に登場しており、多くの人数が音をたてながら火をともしてくる様子、さまざまな姿かたちの鬼が歩いている様子などが描写されており、これに遭遇することが恐れられていた。
『口遊』（10世紀）や鎌倉時代から室町時代にかけて編まれた類書のひとつ『拾芥抄』には、暦のうえで百鬼夜行が出現する「百鬼夜行日」であるとして以下の日が挙げられており、「子子午午巳巳戌戌未未辰辰」と各月における該当日の十二支が示されている。
1月・2月 - 子（ね）日
3月・4月 - 午（うま）日
5月・6月 - 巳（み）日
7月・8月 - 戌（いぬ）日
9月・10月 - 未（ひつじ）日
11月・12月 - 辰（たつ）日
百鬼夜行に出遭うと死んでしまうといわれていたため、これらの日に貴族などは夜の外出を控えたといわれている。また「カタシハヤ、エカセニクリニ、タ(く)メルサケ、テエヒ、アシエヒ、ワレシコ[えひ]ニケリ」と呪文を唱えると、百鬼夜行の害を避けられるという。『口遊』や『袋草紙』（12世紀）などでも既に同様の歌は記されており「かたしはや えかせにくりに くめるさけ てえひあしえひ われえひにけり」などとある。これらは「自分は酒に酔った者である」（手酔い足酔いわれ酔いにけり）といった内容を詠み込んでいる歌である。または「難しはや、行か瀬に庫裏に貯める酒、手酔い足酔い、我し来にけり」などと解釈されている。また山脇道円『増補下学集』など、百鬼夜行日は節分（現在の太陽暦でいえば大晦日）であると記している文献も存在する。

## 百鬼夜行の登場する説話
日本の説話集などに記述がみられる。以下はそのうちの主だったものである。
- 今昔物語集
  - 「尊勝陀羅尼の験力によりて鬼の難を遁るる事」（巻14の42）

貞観年間（859～877）、右大臣藤原良相の長男、大納言左大将藤原常行が愛人のもとへ行く途中、美福門周辺で東大宮大路の方から歩いてくる100人ほどの鬼の集団に遭遇。常行の乳母が阿闍梨に書いてもらった尊勝仏頂陀羅尼（尊勝陀羅尼）を縫いこんであった服を着ていたので、これに気がついた鬼たちは逃げていった。
- 「安倍晴明随忠行習道語（安倍晴明、忠行に随ひて道を習ふ語）」（巻24の16）

安倍晴明が若かりし頃、夜間、師の賀茂忠行に随伴して歩いていた。その際、いち早く複数の鬼を発見した晴明は、寝入っていた忠行を起こして事態を報告する。急を知った忠行は術により鬼どもを退けた。このことで忠行は晴明の見鬼の才を知り陰陽道を教え授け、晴明もそれを瓶に水を移すが如く吸収した。
- 江談抄
  - 「小野篁并高藤卿遇百鬼夜行事（小野篁ならびに高藤卿、百鬼夜行に遇ふ事）」（3の38）

小野篁と藤原高藤が同行していた際、篁はいち早く百鬼夜行の存在に気づく。このとき高藤本人は知らなかったが、その衣服に尊勝陀羅尼が縫い込まれており、それを見越した篁はあえて一行を百鬼夜行に出会わせた。百鬼夜行が尊勝陀羅尼の御利益により退けられた後、篁は高藤に対して「謹んでお遇わせいたしました」と慇懃無礼に嘯く。
- 宇治拾遺物語　　
  - 「修行者百鬼夜行にあふ事」

ある修行僧が摂津の竜泉寺で出遭った100もの鬼の集団。不動明王へ祈っていたことで命はとられなかった。
- 「一条桟布屋鬼の事」

「諸行無常」と詠じながら一条大路を通った馬頭の鬼の話。「百鬼夜行にてあるやらんとおそろしかりける」と本文に記されてある。
- 古本説話集
  - 「西三条殿若君遇百鬼夜行事」（第51）
- 大鏡

天暦10年（956）に藤原師輔が遭遇したもの。蘇我入鹿を先頭に、蘇我馬子、蘇我倉山田石川麻呂、山背大兄王、大津皇子、山辺皇女など藤原氏を恨んで死んだ者たちの行列。藤原師輔が尊勝仏頂陀羅尼を読んで難を逃れた話。
- 沙石集（巻5）

比叡山の僧侶が参篭しているところへ行疫神の集団がやって来て「比叡山の僧をいただきたい」と話しかけられる話。「摩訶止観」を唱えて行疫神たちを避ける。　
- 打聞集
- 宝物集
- 諸国百物語

昔話としても知られているこぶとりじいさんの話に登場する鬼たちも、『宇治拾遺物語』では様々な様相の鬼たち百人ばかりが火をともしてがやがやと出現する場面が描写されている。

## 慣用句
鬼や妖怪の徘徊することを示すことから、転じて「得体の知れない人々が奇怪な振る舞いをすること」を「百鬼夜行」と表現したりもする。
魔物たちが集うという点から、 高橋五郎訳『ファウスト』（1904年）では「ワルプルギスの夜」の訳語として「百鬼夜行」が場面名に添えて用いられたりもしている。

## 百鬼夜行を描いた主な絵画作品等
- 百鬼夜行絵巻（室町時代～）

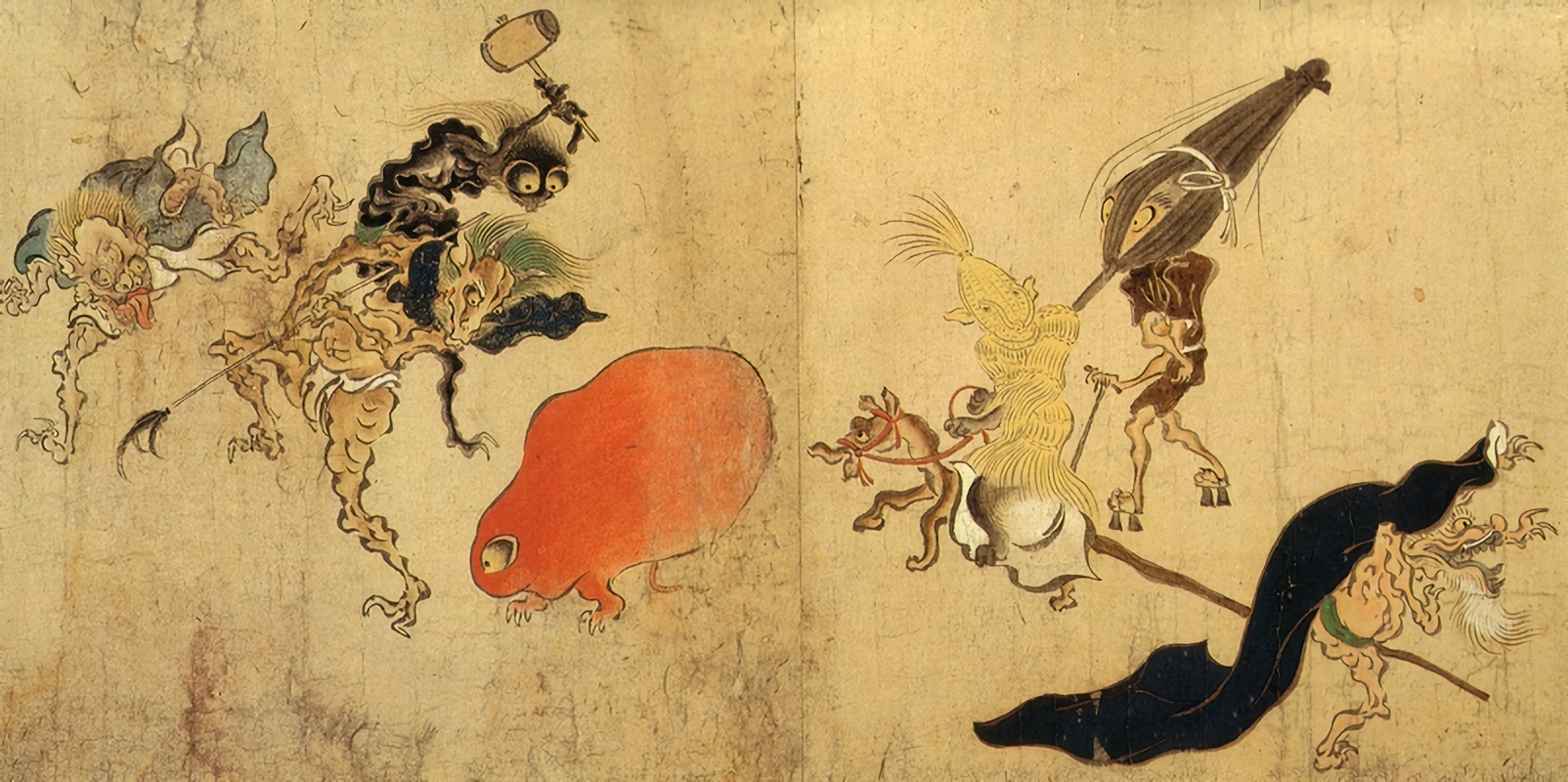
大徳寺真珠庵所蔵『百鬼夜行絵巻』 作者不詳（室町時代）

  - 妖怪などが多く描かれている様子を題材とした絵巻物の総称で、妖怪絵巻の一つの典型。描かれている内容は各作品によって多少の差異がある場合もある。百鬼夜行図や百鬼図などとも。行列のように登場することから「百鬼夜行」の語が題として冠されている。詳細は同項目を参照。
- 付喪神絵巻（室町時代～）
  - 題名に使用はされていないが、描かれている妖怪たちの行列の光景が「百鬼夜行」を踏まえたものであるなどとされることが多い。詳しくは同項目を参照。
- 『画図百鬼夜行』（鳥山石燕、江戸時代）
- 『百鬼夜講化物語』（古狼野干？、江戸時代）
- 『暁斎百鬼画談』（河鍋暁斎、明治時代）
  - 妖怪を描いた版本。上記の百鬼夜行絵巻を参考に描かれたものも多く含まれている。